# كريستيان بالوميكي
كريستيان بالوميكي (بالإسبانية: Cristian Palomeque)‏ هو لاعب كرة قدم كولومبي في مركز الهجوم، ولد في 2 أبريل 1994 في كاربا في كولومبيا. شارك مع منتخب كولومبيا تحت 17 سنة لكرة القدم ومنتخب كولومبيا تحت 23 سنة لكرة القدم ومنتخب كولومبيا تحت 20 سنة لكرة القدم. أما مع النوادي، فقد لعب مع أتلتيكو ناسيونال وأونس كالداس وخاخواريس دي كوردوبا وسان أنتونيو سكوربيونز ونادي أتليتيكو كولون.

## وصلات خارجية
- كريستيان بالوميكي على موقع قاعدة بيانات كرة القدم.إي يو (الإنجليزية)
- كريستيان بالوميكي على موقع Soccerway.com (الإنجليزية)
- كريستيان بالوميكي على موقع AS.com (الإسبانية)